# Grootschermer
Grootschermer est un village situé dans la commune néerlandaise de Alkmaar, dans la province de la Hollande-Septentrionale. En 2009, le village comptait environ 1 000 habitants.